# Sagrestia Nuova

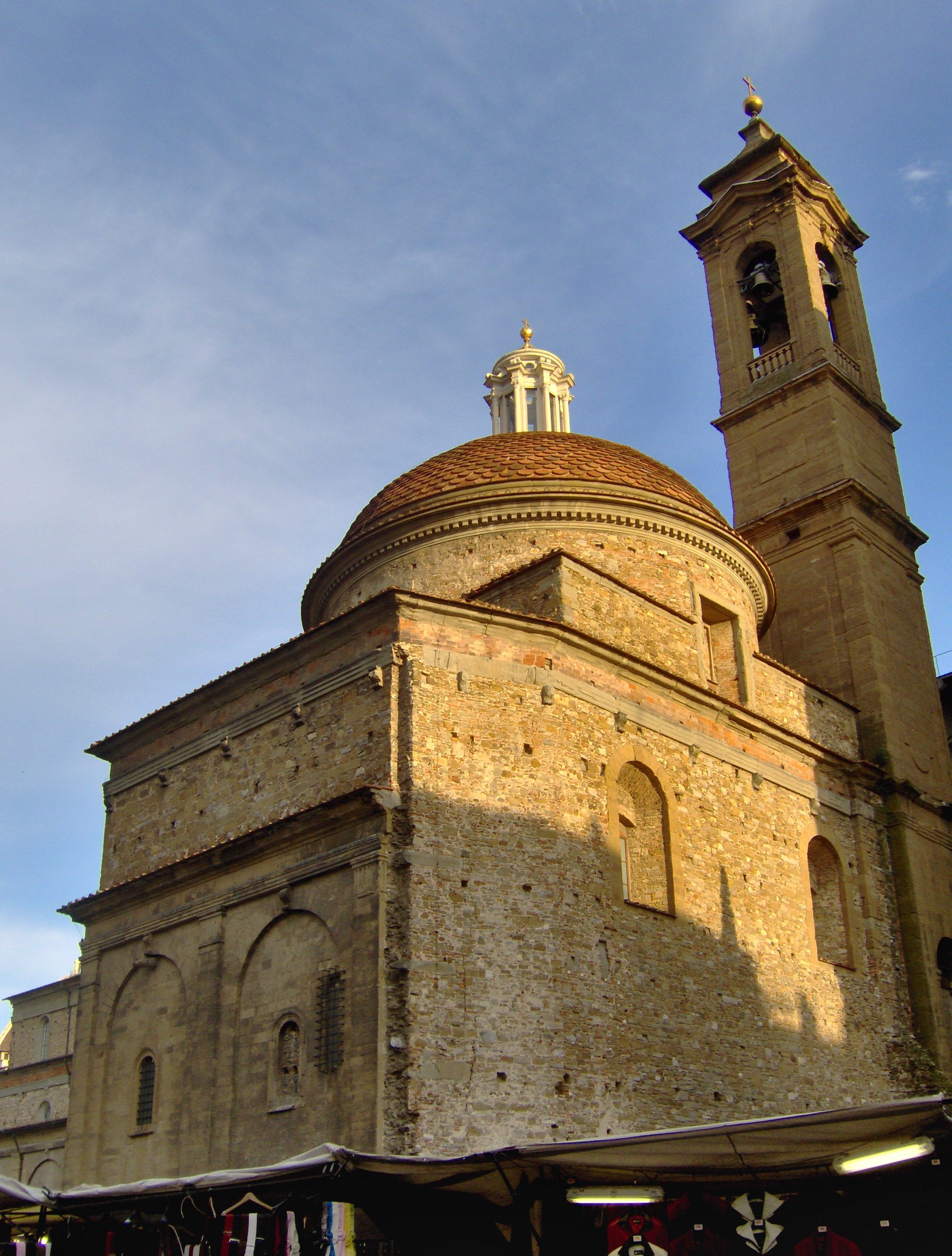
Vue du chevet de la Sagrestia Nuova.

La Sagrestia Nuova (en français, Nouvelle Sacristie) fait partie de la Basilique San Lorenzo de Florence, l'un des chefs-d'œuvre de Michel-Ange en tant qu'architecte et sculpteur. Conçue au XVIe siècle comme « pendant » de la Sagrestia Vecchia de Filippo Brunelleschi et Donatello, elle fait aujourd'hui partie du complexe muséal des chapelles des Médicis.

## Histoire

### Contexte

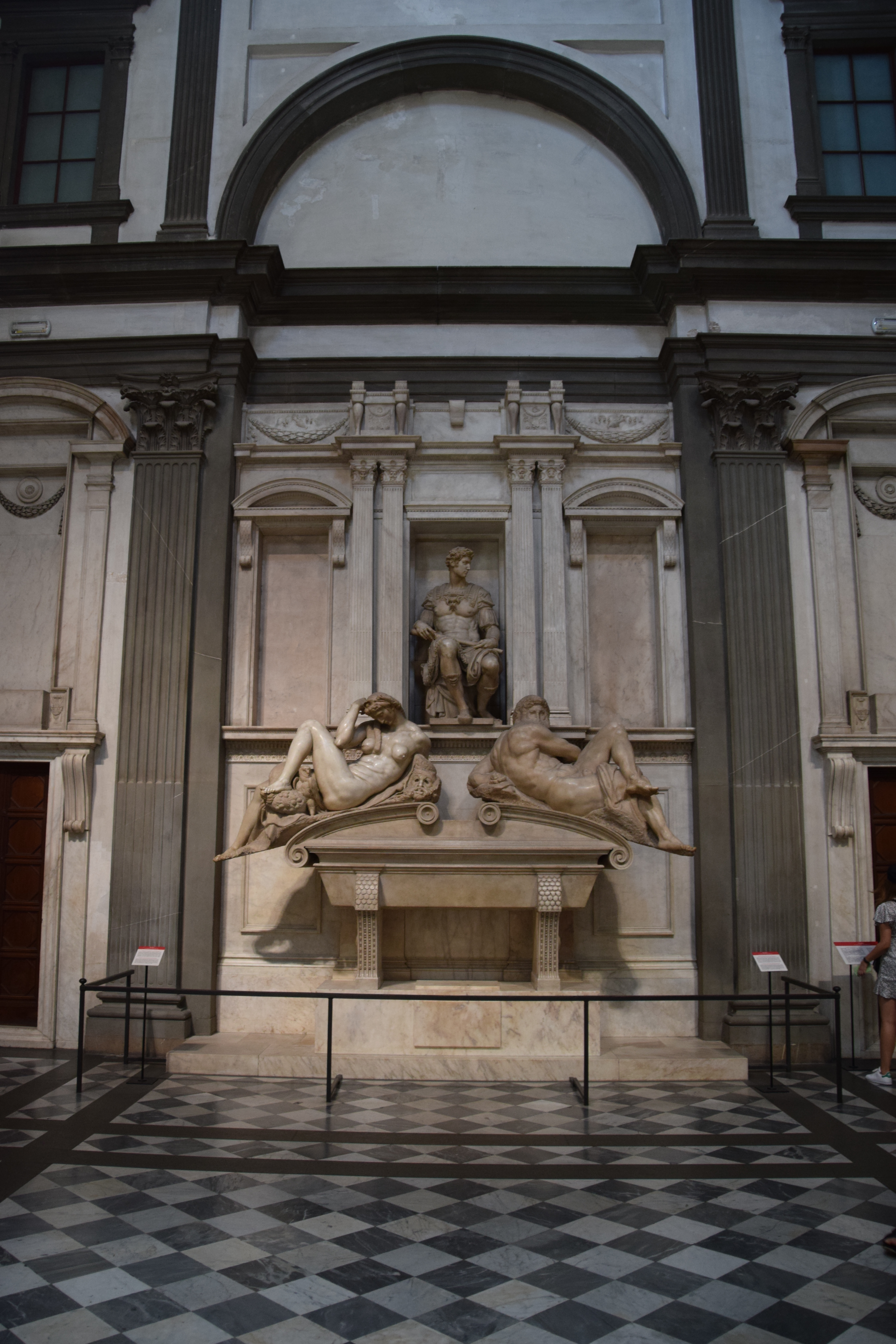
Tombe de Julien de Médicis.

La mort des deux descendants de la Maison de Médicis, Julien de Médicis (1479-1516), duc de Nemours, et Laurent II de Médicis, duc d'Urbino (1519), avait profondément aigri le pape Léon X, respectivement frère et oncle des deux ducs, qui s'était consacré pour favoriser leur carrière et pour s'assurer qu'ils obtiennent les premiers titres de noblesse de la famille. Ces deux défunts ne sont pas des membres très importants de la famille. Ironie de la situation,  Léon X donna le duché d'Urbin à ce Laurent lorsqu'il le prit à l'héritier de Jules II, le fidèle mécène de Michel-Ange pour le tombeau.
L'émergence de la nécessité de leur préparer un enterrement princier, comme le suggère également son cousin Jules, cardinal puis à son tour le pape sous le nom de Clément VII à partir de 1523, se substitue définitivement au projet de Michel-Ange pour la façade de San Lorenzo, engageant l'artiste dans un nouveau projet concernant la même basilique. L'église est le lieu de sépulture de la famille Médicis depuis un siècle, mais à l'époque, il n'y a pas d'espace disponible pour créer un nouvel ensemble monumental : la chapelle familiale historique, la Sagrestia Vecchia de Brunelleschi et Donatello, est un ensemble d'équilibre sobre et mesuré, dans laquelle aucune autre décoration ne pourrait être ajoutée sans compromettre l'ensemble ; la crypte, où se trouvent certains membres de la famille, ne répond pas aux souhaits de faste et de célébration des commanditaires. Même pour Laurent de Médicis dit « le Magnifique » et son frère Julien de Médicis (1453-1478), un enterrement digne n'a pas encore été réalisé, de sorte que le besoin de créer un nouvel environnement dans lequel disposer les restes des deux « ducs » (ou « capitaines » en raison de leur habit militaire) et les deux « magnifiques » semble naturel.
C'est sans doute la mort inopinée de Laurent en mai 1519 qui donne l'impulsion décisive à la construction du mausolée.

### Projet

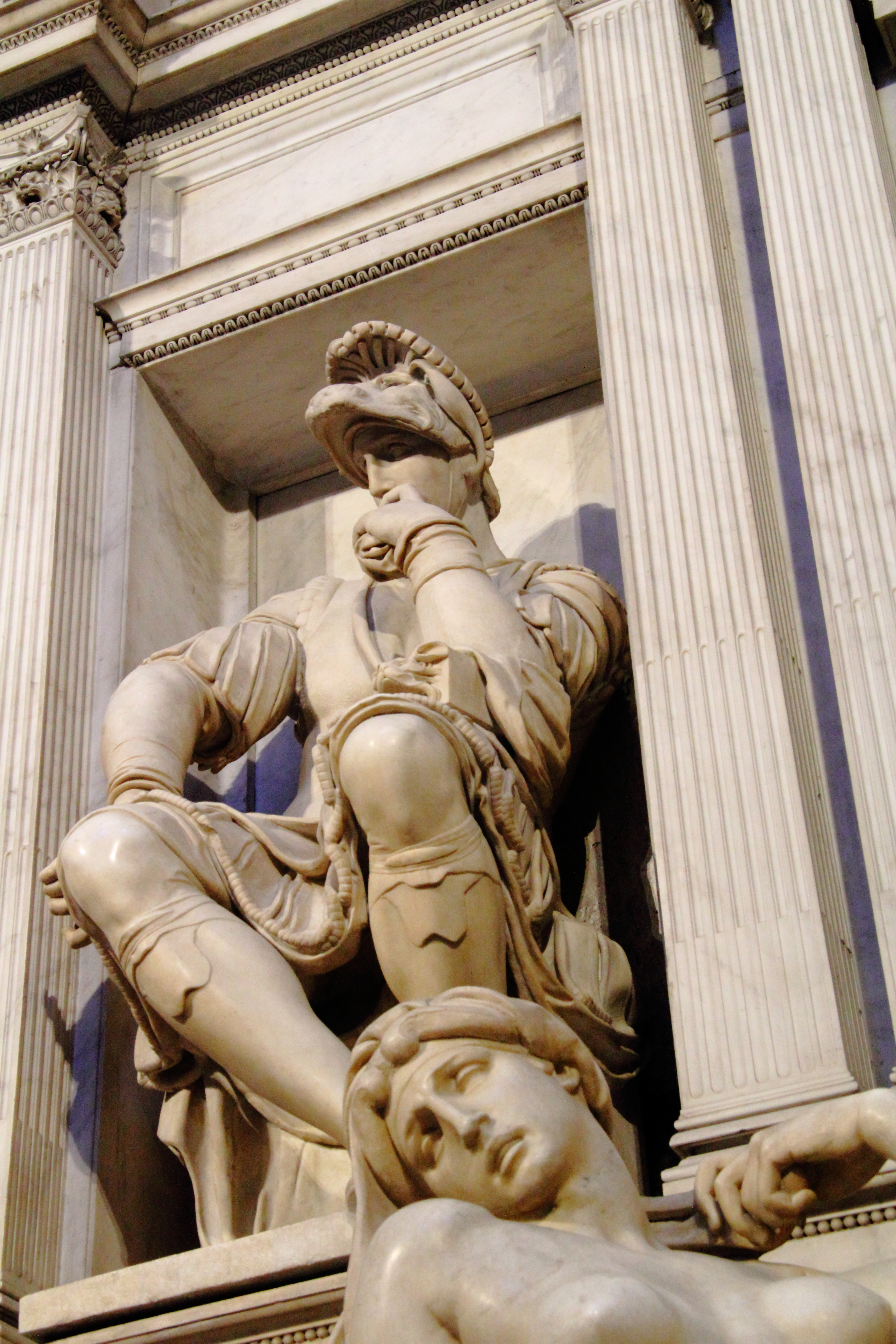
Michel-Age, Laurent de Médicis.

Michel-Ange est choisi pour la construction, la compétence requise étant avant tout sculpturale, qui est fraîchement sorti de l'impasse sur le projet de façade dont le contrat est définitivement résilié en mars 1520. Jamais auparavant, et presque jamais plus après, autant d'architecture et de sculpture n'allaient se déployer dans un espace aussi réduit.
Un environnement indépendant est conçu, symétrique et de proportions similaires à la sacristie de Brunelleschi, à l'intersection entre le transept et le chevet du côté nord, s'inscrivant ainsi dans une tradition étable, la construction de Brunelleschi ayant été instituée par Giovanni d'Averardo de Médicis et abritant le tombeau de Cosme de Médicis, évitant ainsi une autoreprésentation par trop ostentatoire de la famille, dont le pouvoir au sein de la ville n'est pas encore définitivement assis. Le plan choisi est tout à fait similaire au modèle : d'une base carrée avec une petite scarsella côté ouest dans un rapport 1/3, et deux compartiments de service de chaque côté de celle-ci, le tout recouvert d'un dôme avec une lanterne.
Lors de la phase de conception, Michel-Ange pense à diverses solutions, avant de choisir la version définitive. Il proposa ainsi quatre plan des tombeaux. Les premiers rappellent tant le tombeau de Jules II que le cardinal Jules de Médicis les refusent. Le nœud du problème est de savoir comment organiser les quatre tombes en fonction de l'espace disponible, de l'autel et de l'entrée. La première idée est d'avoir des tombes placées dans les coins contre les murs (mars 1520), mais déjà le 23 octobre de la même année, Michel-Ange présente au cardinal Giulio un projet avec un édicule au centre contenant les tombes, qui reprend l'idée initiale du tombeau de Jules II ; l'idée ne déplait pas au client qui, malgré quelques doutes sur les proportions entre l'édicule et la chapelle, laisse à l'artiste toute liberté, lui demandant quand même un dessin explicatif. Celui-ci est fourni le 21 décembre et, une fois les doutes sur l'espace renouvelés, sans doute et surtout au regard du rituel liturgique qui devait s'y dérouler, le cardinal propose un arc quadrifrontal au centre : l'édicule est initialement conçu par Michel-Ange de deux « bras » de long, peut-être trop court pour contenir les tombes, puis quatre bras, trop large pour l'espace disponible.
L'artiste abandonne donc le plan avec les tombes du centre, optant pour leur disposition contre les murs et étudiant des variantes avec des sépultures simples ou doubles, jusqu'au projet définitif avec des tombes simples pour les ducs dans les murs latéraux et doubles pour « le magnifique » sur le mur en face de l'autel. Seuls celles des ducs seront finalement achevées : en 1521, le pape Léon meurt et les travaux sont interrompus.

### Démarrage
La question du démarrage des travaux a été récemment résolue par la recherche : Michel-Ange n'a pas trouvé de bâtiment existant ou commencé, mais a intégralement édifié la sacristie à partir des fondations. En octobre 1519, un contrat est conclu portant sur la livraison de pietra serena ; en novembre, on procède à la démolition de maisons encombrantes ; en mars 1520,  au moment où Giovanni Battista Figiovanni est nommé provveditore, la nouvelle construction est en cours. L'étage inférieur est achevé en 1521.
Le 10 avril 1521, Michel-Ange fait extraire du marbre de Carrare en vue des tombeaux, ce qui confirme que le projet est déjà arrêté à cette époque.

### Seconde phase
Michel-Ange, du fait de ses voyages récurrents à Rome pour l'élaboration du Tombeau de Jules II, abandonne plusieurs fois la construction des différents éléments : il y travaille de 1520 à 1527 (suspension pendant le sac de Rome), et de 1530 à 1534 (arrêt du chantier par le pape). Cet inaboutissement est notoire, visible par les dessins préparatoires et études des projets qui nous sont parvenus.
Après l'élection au trône papal de Clément VII en 1523, en décembre de la même année, l'artiste reprend ses travaux à San Lorenzo. Jacopo Salviati propose alors que la sacristie accueille également le tombeau du pape Léon et, en son temps, celui de Clément VII. Giovan Francesco Fattucci, chapelain de la cathédrale Santa Maria del Fiore, envisage de répartir les trois murs entre les papes, les ducs et les « Magnifiques », dans cet ordre hiérarchique.  Michel-Ange qui est à Rome propose alors de loger les tombeaux des papes dans la pièce attenante à la gauche de l'autel. Pour finir, Clément VII souhaite installer les tombeaux des papes dans l'église même. Deux ans plus tard, la question n'est pas résolue ; en fin de compte, tous deux ont été enterrés dans la basilique de la Minerve à Rome.
En 1524, le coque du bâtiment (le gros œuvre et ses structures en pietra serena) est achevée et la lanterne dressée sur la coupole. En 1525, la lanterne est couronnée d'un polyèdre doré.
Au printemps 1524 Michel-Ange travaille sur les modèles d'argile pour les sculptures, en mars, il annonce que les encadrements des deux tombeaux ducaux seront achevés dans le courant de l'année, et à l'automne, tous les marbres de Carrare sont arrivés. Une première livraison de marbre destiné aux sculptures avait été embarqué pour Florence en juin 1521, suivie d'autres livraisons. Entre 1525 et 1527, au moins quatre statues devaient avoir été achevées (dont La Nuit et L'Aurore) et quatre autres étaient déjà définies avec les modèles.
En 1526 le premier tombeau, celui de Laurent, est muré. Le 17 juin, l'artiste envoie une lettre à Rome dans laquelle il écrit : « Je travaille le plus possible, et dans quinze jours, je ferai commencer l'autre Capitaine ; puis, parmi les choses importantes, il me restera plus que les quatre fleuves. Les quatre statues dans les caissons, les quatre statues reposant à terre, que sont les Fleuves, les deux Capitaines et la Vierge, qui doit aller dans le tombeau de tête, sont les statues que je voudrais faire de ma main : parmi celles-ci j'en ai commencé six. Je me sens capable de les faire en temps voulu et, pendant ce temps, de faire faire aussi les autres qui ont moins d'importance. » En plus des sculptures existantes, il y avait donc aussi quatre allégories fluviales (les fleuves de l'Hadès, ou peut-être les fleuves sous le règne des Médicis) gisant au pied des tombes, dont seul le modèle du fleuve Dieu est conservé dans la Casa Buonarroti.

### Interruption et reprise du travail

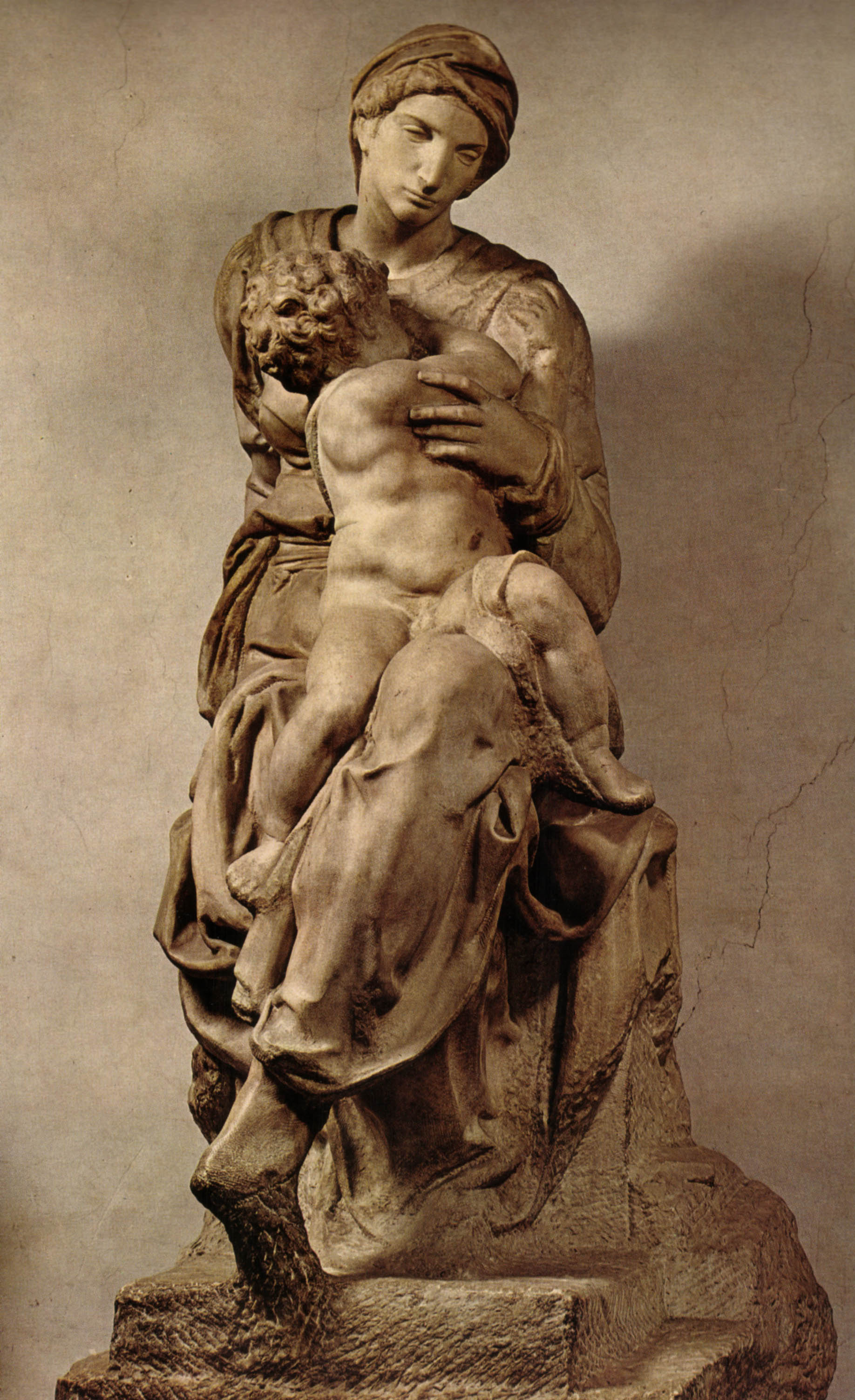
Michel-Ange, Madone Médicis.

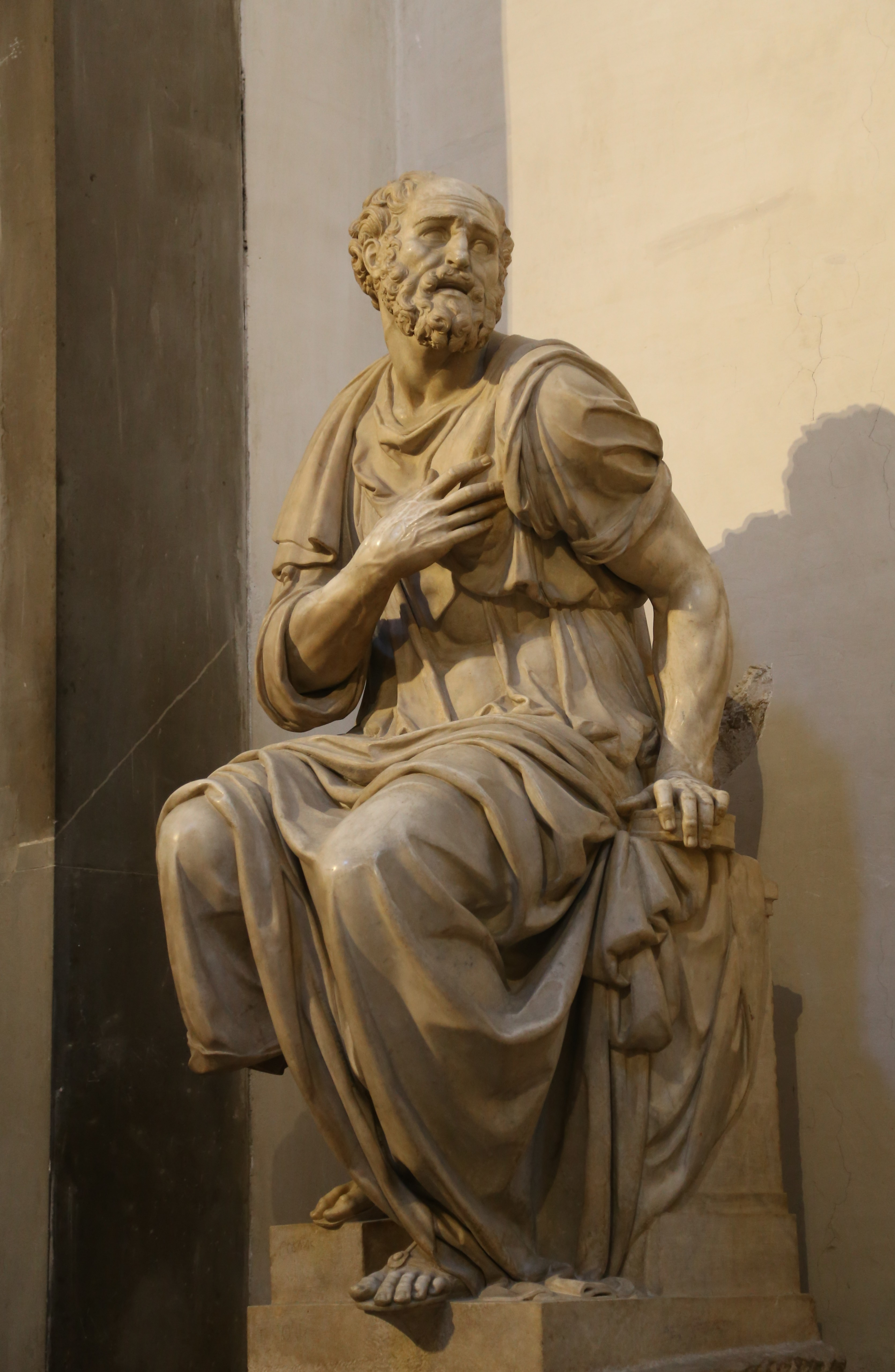
Giovanni Angelo Montorsoli, Saint Cosme.

Après le coup dur porté par le pape Clément lors du sac de Rome (1527), la ville de Florence se révolte contre la domination des Médicis, chassant le duc peu aimé Alexandre de Médicis (1510-1537). Michel-Ange, bien qu'étant lié aux Médicis par des relations de travail depuis sa jeunesse, se range ouvertement du côté de la faction républicaine, participant activement, en tant que responsable des fortifications de Florence, aux mesures de défense contre le Siège de Florence de 1529-1530. Les Florentins battus, Michel-Ange fuit la ville, mais est déclaré rebelle et se présente spontanément pour éviter des mesures punitives plus graves. Le pardon de Clément VII ne se fait pas attendre, à condition que l'artiste reprenne aussitôt le travail à San Lorenzo où, en plus de la sacristie, le projet d'une bibliothèque monumentale a été ajouté cinq ans plus tôt. Il est clair que le pape est ému, plus que par pitié envers l'homme, par la conscience de ne pouvoir renoncer au seul artiste capable de donner corps aux rêves de gloire de sa dynastie, malgré son tempérament ingrat et prêt à la trahison.
En avril 1531, donc, les travaux reprennent dans la sacristie et à l'été, deux autres statues doivent être achevées et une troisième commencée. On sait aussi que le portrait de Laurent II de Médicis est réalisé entre 1531 et 1534, tandis que celui de Julien est confié en 1533 à Giovanni Angelo Montorsoli pour finition. A la même époque, l'artiste prépare deux statues allégoriques, le Ciel et la Terre, qui auraient dû être sculptées par Niccolò Tribolo et placées dans les niches sur les côtés du tombeau de Julien, mais qui sont restées vides : il fallait évidemment en prévoir deux autres pour le tombeau de Laurent. Entre-temps, entre 1532 et 1533, Giovanni da Udine travaille sur les stucs et les décorations du dôme, qui ont ensuite été supprimés.
Alors que les travaux florentins avancent de plus en plus péniblement (dans ces mêmes années Michel-Ange travaille aussi, en plus de la Bibliothèque, sur le tombeau de Jules II, pour lequel il prépare Les Esclaves), l'artiste, mécontent du climat politique, saisit l'occasion de nouvelles affectations à Rome et quitte Florence en 1534 sans plus y revenir.  A ce moment, des éléments du décor de marbre gisent éparpillés au sol de la sacristie. Bien qu'il manque tout un mur avec les tombeaux du « Magnifique » et que les divinités fluviales, statues, stucs et fresques prévues par le contrat doivent encore être réalisées, la Sacristie est considérée comme achevée
Les statues des saints Cosme et Damien, protecteurs des Médicis, sont sculptées sur le modèle de Buonarroti, respectivement par Giovanni Angelo Montorsoli et Raffaello da Montelupo. En 1559, à l'initiative de Cosme Ier de Toscane, la chapelle est aménagée sur un projet de Vasari ; la suppression des fresques et des stucs réalisés par Giovanni da Udine dans la voûte n'est pas l'œuvre de Vasari mais de Maria Luisa de Médicis, vers 1740-1741, recouvrant le dôme uniquement de stuc tel qu'il apparaît aujourd'hui : l'environnement prend ainsi son aspect définitif.
Le tombeau de Laurent contient également le corps de son fils naturel Alexandre de Médicis (1510-1537), despote mort assassiné en 1537 par Lorenzino de Médicis et dont la dépouille a été posée sur le corps même de son père.

## Architecture

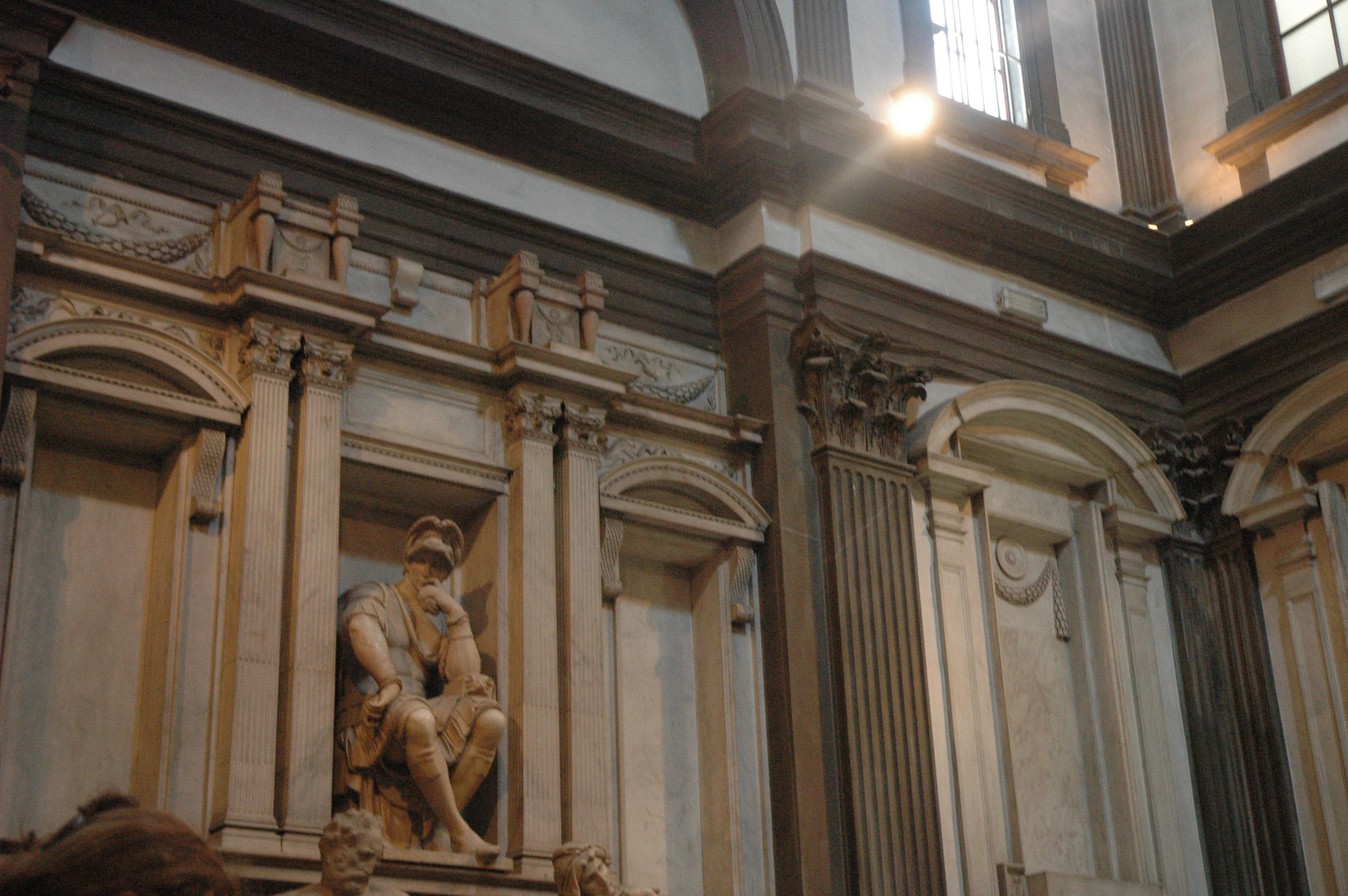
Détail.

Née au milieu d'événements tumultueux, la Sagrestia Nuova est une œuvre très innovante. Partant du même plan que la Sagrestia Vecchia de Brunelleschi, Michel-Ange a divisé l'espace en formes plus complexes, traitant les murs avec des sols à différents niveaux en toute liberté. Sur eux, il a découpé des éléments classiques tels que des arcs, des piliers, des balustrades et des corniches, tantôt en marbre et tantôt en pietra serena, disposés dans des figures et des motifs complètement nouveaux. 
Petit édifice à plan central, la Sagrestia Nuova est beaucoup haute toutefois que la Sagrestia Vecchia : au-dessus de l'entablement principal, Michel-Ange a introduit un étage intermédiaire, étirant ainsi en hauteur, d'un tiers, les proportions de la Sagrestia Vecchia. Elle lui ressemble un peu par le petit chœur avec coupole d'un côté, par les pilastres et l'entablement en pietra serena, par les fenêtres à fronton et par la coupole hémisphérique qui la surmonte, bien qu'elle possède des caissons all'antica.
L'architecture extérieure est aussi dépourvue de décors que l'église elle-même. Seule la lanterne de la coupole avec ses huit colonnes indépendantes supportant des ressauts d'entablement rayonnants, trahit son rang. 
A  l'origine, l'accès se faisait par un couloir taillé à l'oblique dans le mur. Michel-Ange dispose l'intérieur de la chapelle de sorte que l'entrée en venant de l'église soit placée de biais ; la partie inférieure comportant la porte ne se trouve pas tout à fait dans le coin de la chapelle, comme dans la Sagrestia Vecchia, mais correspond à la place des portes menant aux petites chapelles de chaque côté du chœur. Il dessine cinq autres portes : deux dans chaque mur, parfaitement symétriques. Lorsque toutes sont fermées, la chapelle devient un espace clos habité seulement par les morts.
Michel-Ange place l'autel, non pas dans le petit chœur comme dans la Sagrestia Vecchia, mais sur le bord de celui-ci : ainsi l'officiant regarde la chapelle.
Les murs reposent sur une tripartition par piliers de pierre en ordre colossal. Aux angles, huit portes du même dessin sont tantôt vraies, tantôt fausses : les cadres sont surmontés d'un édicule reposant sur une tablette soutenue par des volutes, qui coïncide avec l'architrave ; elles sont couronnées de tympans circulaires reposant sur de petits piliers réunis vers l'intérieur. Une double boîte s'ouvre dans chaque édicule, dont la ligne supérieure touche le tympan, créant un jeu de lignes vivant. A l'intérieur, au lieu des statues ou reliefs en bronze peut-être envisagés dans le projet d'origine, il y a des festons en relief et une patère.
Les pilastres, dissociés du fond mural chez Brunelleschi, deviennent les parties d'une masse murale rythmée de retrais et d'avancées. Cette idée est développée dans une série d'études pour les tombeaux non exécutés, dans lesquelles l'architecture joue le premier rôle : Michel-Ange travaille avec des niches et des blocs de mur en saillie, des édicules et des colonnes pleines tantôt placées en avant du mur, tantôt logés dans le mur « non comme un décor appliqué, mais comme les paries émergentes d'un organisme fortement ramifié » (Maurer).
Au centre des éléments latéraux qui se répètent sur tous les murs, se trouvent la scarsella du côté de l'autel, le tombeau inachevé des « Magnifiques » et les deux tombeaux des « Ducs » dans les murs latéraux. Ces derniers, au-dessus des miroirs profilés simples dans la moitié inférieure, ont une cloison tripartite interne dans la bande médiane, dans laquelle on peut voir la niche rectangulaire avec la statue du défunt au centre et sur les côtés, divisée par des piliers de marbre appariés, deux niches à tympan arqué sur des étagères reposant sur la charpente, qui reprennent, en la simplifiant, le dessin des niches au-dessus des portails. Afin de pouvoir accueillir le nombre de tombeaux initialement prévus, Michel-Ange a reporté l'intrados du chœur sur les autres murs sous d'arc aveugle. Les tombes sont donc insérées dans les murs en interaction avec l'architecture, plutôt que de simplement s'appuyer dessus. Les tombeaux suivent ainsi le type du tombeau adossé qui s'est développé à Florence et à Rome au cours du Quattrocento. Leur architecture se rattache elle-aussi, à ce style décoratif, mais l'exacerbe jusqu'à la préciosité : les proportions en sont non classiques par leur hauteur et leur étroitesse, les pilastres supportent des chapiteaux d'invention libre, tous les éléments architecturaux sont couverts d'ornements, ciselés et précieux même quand ils ne sont pas librement inventés.  
Plus haut, l'entablement inférieur, présent uniquement sur les côtés des tombes, présente des festons en relief au-dessus des tympans, des balustrades sur lesquelles la charpente est prononcée en projetant la corniche sur les piliers, et au centre une bande plate mue par un volute, rappel des arcs romans. Au-dessus de tout le périmètre de l'espace, court l'entablement en pietra serena, sur lequel file une frise blanche lisse et un second cadre en pierre moulurée. L'arc central du mur y est disposé, large d'un tiers de la surface, et de petits piliers en pietra serena qui divisent encore l'espace en trois parties. Au-dessus de la voûte, quelques compartiments enfoncés créent un jeu de lumière raffiné ; sur les côtés de cette bande, dans l'axe des portails, des fenêtres en pierre présentent un tympan triangulaire développé, créant un effet de rétrécissement et donc d'accélération vers le haut qui culmine dans la coupole à caissons, qui rappelle le monument funéraire par excellence, le Panthéon (Rome). Dans cette œuvre, beaucoup voient une anticipation du dôme de la basilique Saint-Pierre qui a été conçu par Michel-Ange dans sa vieillesse, 30 ans après la sacristie. 
Les fenêtres ont été repoussées vers le haut, dans la zone des lunettes, la lumière du jour entre à l'intérieur selon une forte obliquité. Les baies qui dispensent l'éclairage depuis l'étage supérieur sont placées sans assise ferme dans les vastes surfaces planes des lunettes : leur forme trapézoïdale, qui renforce l'impression de flottement, suit de modèle du Temple de Vesta (Tivoli), dont Michel-Ange avait pu prendre connaissance par le dessin de Bernardo della Volpaia. 
L'architecture se révèle très complexe : les niches et les tabernacles au-dessus des portes créent des plans différents dans la structure et il est difficile de démêler les relations entre les différents éléments. Cette complexité voulue correspond à la curieuse fonction des portes, à la différence de taille entre les ducs et les figures des sarcophages et à l'effet étrangement incertain créé par les immenses statues en équilibre sur les couvercles des tombeaux. Si les éléments sont inspirés de formes architecturales classiques, par leurs détails et leur association elles sont complètement originales. Michel-Ange crée de nouvelles formes plus qu'il ne réutilise celles du passé : les stipiti, ces étroits pilastres de chaque côté des niches des tabernacles au-dessus des portes qui s'élargissent vers le sommet, les formes des chapiteaux et des frontons serrés entre les pilastres de l'articulation en pietra serena, les guirlandes de la frise, les consoles soutenant les frontons et les tabernacles sont des idées classiques, mais qui trouvent ici des formes et des fonctions entièrement nouvelles.
Après le enjolivures détaillées des tombeaux, apparait une architecture d'une grandeur austère et abstraite, mais d'une stéréométrie hautement complexe. Après les pilastres en pietra serena, on assiste à un monde de formes inconditionnelleement novatrices. En tant qu'œuvre d'un seul et unique artiste, la Sagrestia Nuova est d'un effet étonnamment hétérogène. A sein de l'architecture elle-même, l'éventail des maniere est immense. Ackermann explique cet état de fait par la longue durée du processus de planification constitué d'années au cous desquelles Michel-Ange aborde le domaine de l'architecture et conquiert des terres inexplorées à chaque étape. La diversité stylistique de la sacristie revêt un caractère ostentatoire qu'on peut rapprocher de la manière dont Michel-Ange a aussi exprimé le caractère processuel de sa créativité dans la voûte de la Sixtine. Vasari dans Les Vies célèbre le langage architectural de détail de la Sagrestia Nuova comme un acte libératoire.
La sphère polygonale de la lanterne, animée de masques, est de Piloto, probablement d'après un dessin de Michel-Ange lui-même.

## Sculptures

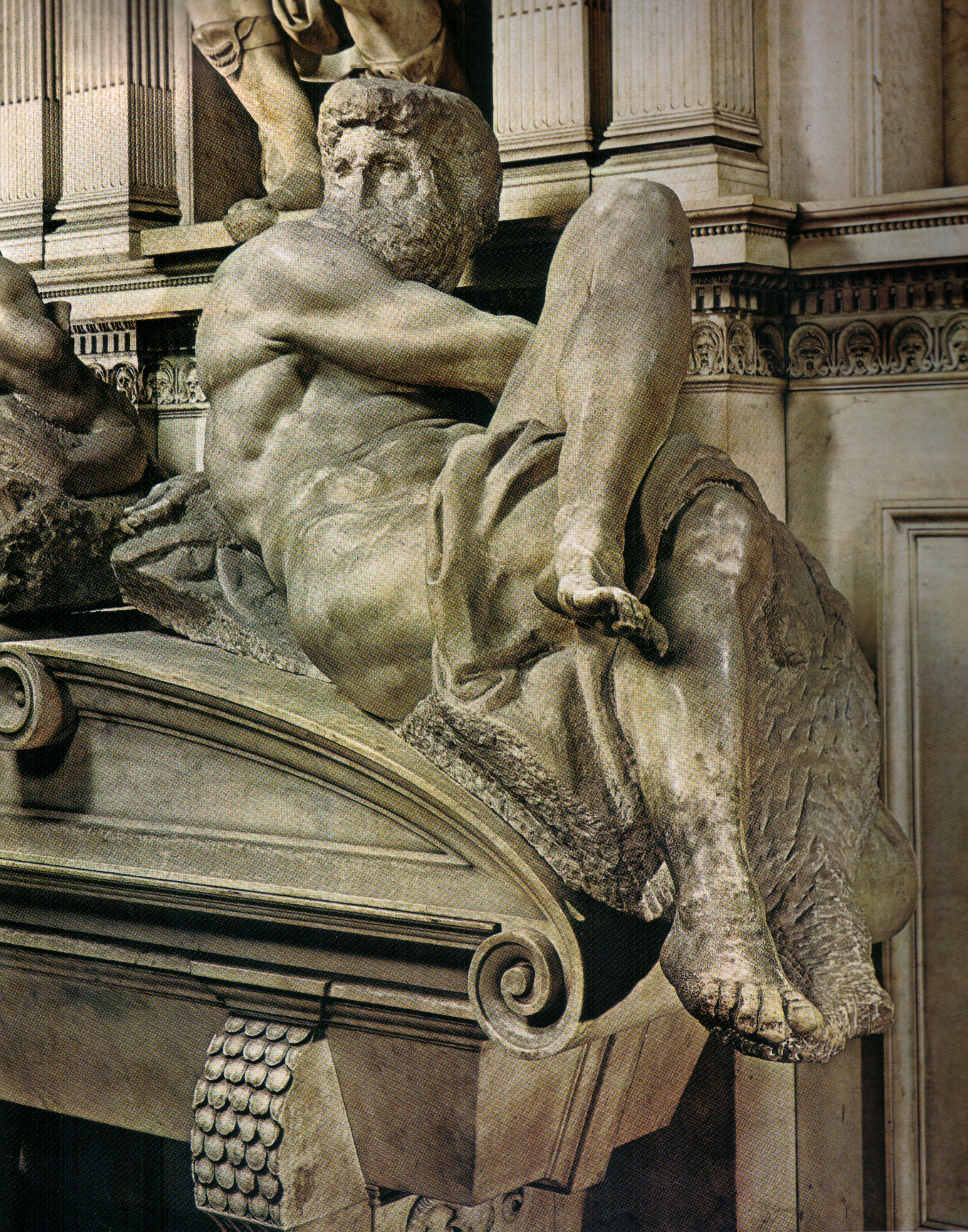
Le Jour.

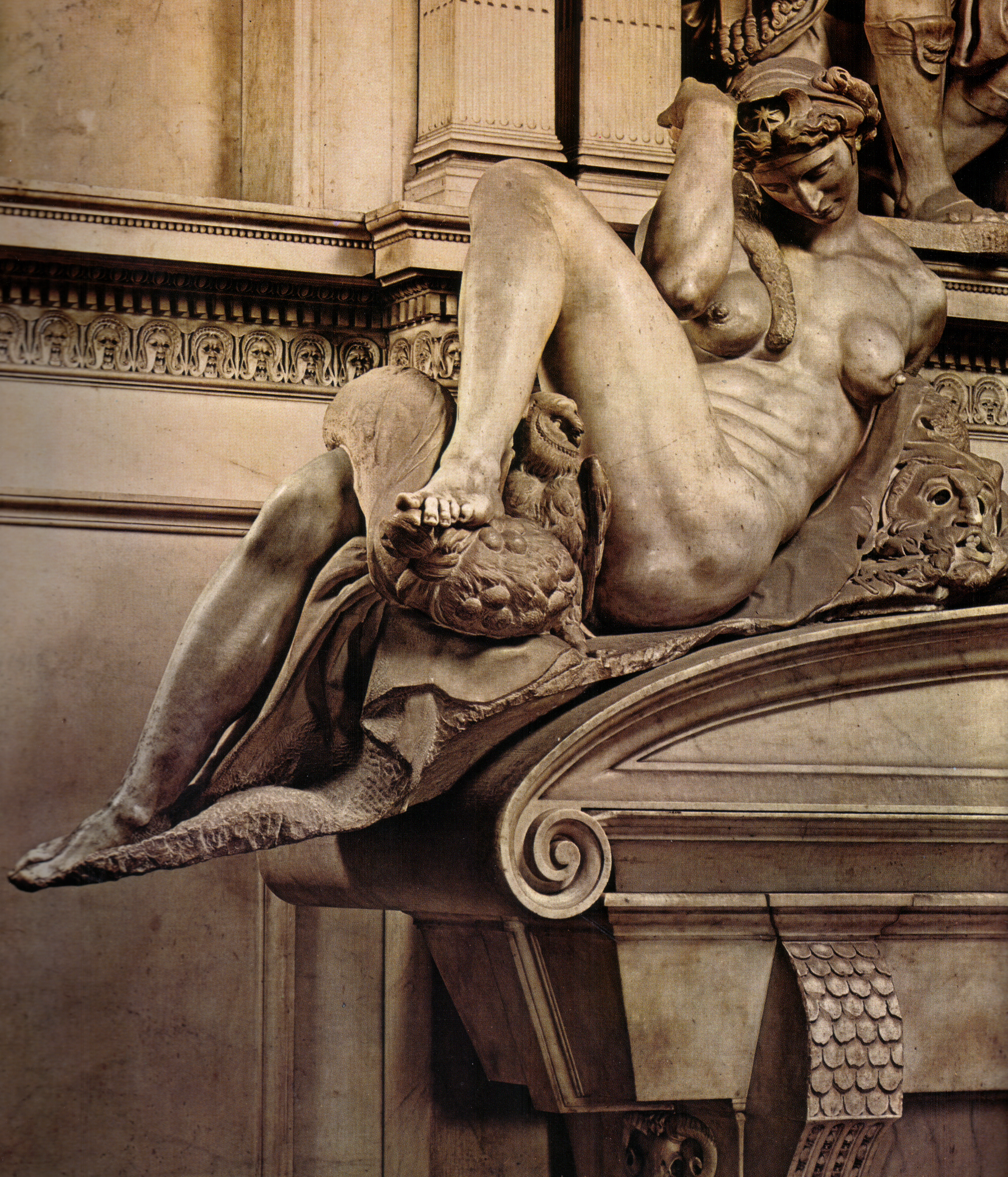
La Nuit.

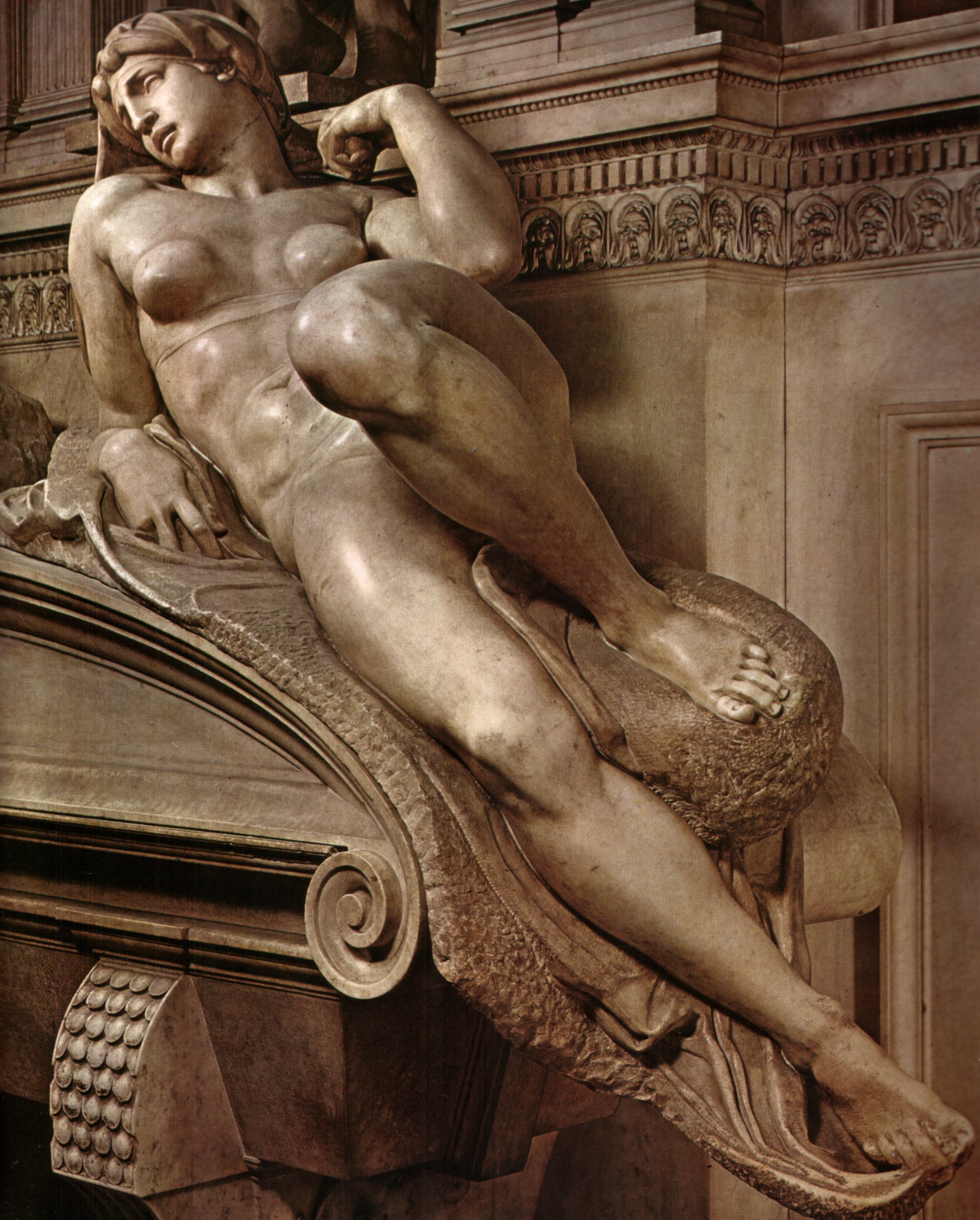
L'Aurore.

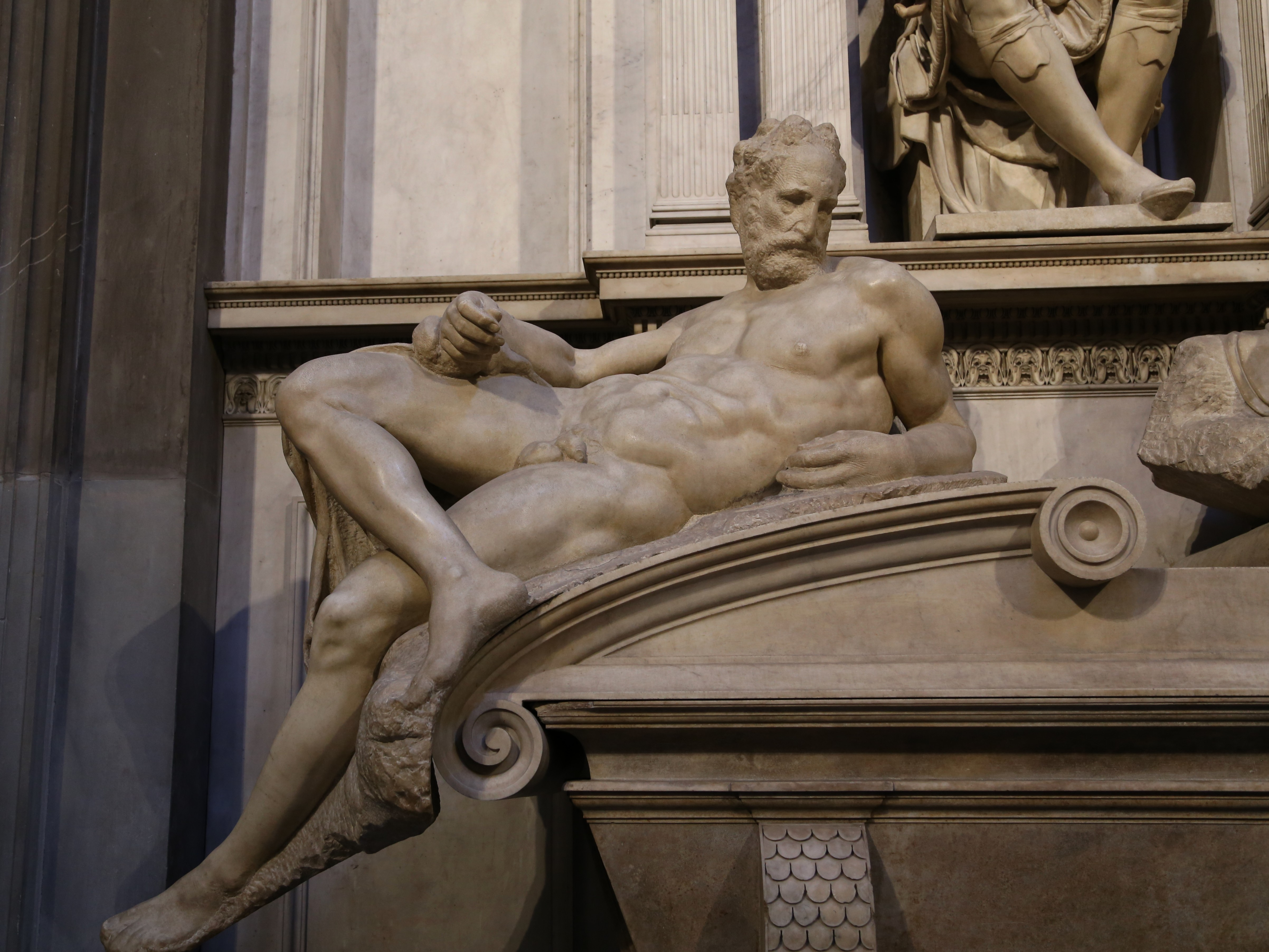
Le Crépuscule.

Les deux murs latéraux abritent les tombeaux monumentaux dédiés à Julien, duc de Nemours et à son neveu Lorenzo, duc d'Urbin. Initialement, jusqu'à cinq sculptures par tombe devaient être sculptées, mais elles ont ensuite été réduites à trois. Pour les monuments funéraires placés de part et d'autre de la chapelle, Michel-Ange a créé les Allégories du Temps, qui symbolisent le triomphe de la famille Médicis sur le passage du temps. Les quatre allégories sont placées au-dessus des tombeaux, aux pieds des ducs. La ligne elliptique sur laquelle ils reposent est une invention de Michel-Ange qui anticipe les courbes du baroque, comme dans l'escalier de la Bibliothèque Laurentienne. Pour le tombeau de Julien, il a choisi Le Jour et La Nuit ; pour celui de Laurent Le Crépuscule et L'Aurore. Les quatre fleuves, jamais construits, devaient aussi rappeler l'écoulement permanent et imparable du temps.
Les deux ducs et les saints patrons sont soigneusement achevés. Aucune des autres statues n'est terminée ; certaines parties sont à peine dégagées du bloc, d'autres sont finies, polies, comme la Nuit. Michel-Ange travaillait à toutes en même temps ; ses assistants préparaient le travail, exécutaient sous sa direction les finitions et les éléments d'architecture. 
Les dessins de Michel-Ange et de ses assistants, considérés dans leur ensemble, dressent un tableau impressionnant du travail de planification de l'artiste. La tâche est particulièrement complexe : il s'agit d'installer des tombeaux dans un espace virtuel donné. Michel-Ange n'a pas accepté cette spatialité en l'état où elle lui était donnée, ou telle qu'elle était censée devenir, mais l'a remodelée en se fixant pour but d'effacer les limites entre architecture spatiale et sépulcrale. L'image générale du processus de planification reste floue : Michel-Ange a réagi à des contraintes changeantes comme au jaillissement de ses propres idées ; les concepts se superposent sans que s'en dégage une synthèse définitive. 

### Iconographie
Le thème de toute la chapelle, tel que rapporté par Ascanio Condivi, est « Le temps qui consume le Tout », une réflexion profonde donc sur la vie de l'homme et sur l'éternité .
Toutes les allégories se caractérisent par des allongements et des torsions, et semblent « inachevés » dans certaines parties. La position emblématique du Jour, tournée de dos qui ne montre que l'expression mystérieuse des yeux dans un visage à peine esquissé, ou le corps de la Nuit qui représente parfaitement l'abandon pendant le sommeil sont particulièrement belles. À la Renaissance, notamment dans les milieux influencés par le néoplatonisme florentin de Marsile Ficin, la Nuit retrouve ses attributs de Mère primordiale et est associée à la figure de Léda. La position de la déesse, tête baissée, exprime le rapport de la Nuit au tempérament mélancolique. La chouette et les coquelicots sont les symboles de la Mort et du Sommeil, les deux enfants jumeaux de la Nuit. Selon les doctrines de l'orphisme et de l'École pythagoricienne, Léda et la nuit sont la personnification d'une double théorie de la mort, selon laquelle joie et douleur coïncident. L'Aurore semble représentée alors qu'elle se réveille  et se rendre compte, avec douleur, que les yeux de Laurent sont fermés à jamais. Les figures féminines, comme cela arrive aussi dans les fresques des voûtes de la chapelle Sixtine, ont des traits masculins, comme de larges épaules ou des hanches musclées : le corps masculin en mouvement est en effet le sujet récurrent de toute la production de Michel-Ange, même quand il s'agit de représenter les femmes. Tous expriment le chagrin et semblent se mouvoir à contrecœur, comme si, selon l'idée de Michel-Ange, ils avaient été enfermés dans la pierre et que, les libérant, il leur avait porté préjudice en les entrainant dans un monde de douleur.
Quatre dieux fluviaux, un sous chaque figure des sarcophages, devaient représenter les rivières de l'Hadès, que Dante Alighieri avait assimilées aux larmes de l'humanité.
Michel-Ange  a sculptés les ducs, assis dans deux niches au-dessus de leurs tombeaux respectifs, se faisant face, tous deux habillés en chefs romains. Ces sculptures, soignées dans les moindres détails, sont idéalisées et ne reproduisent pas les traits réels, mais ont tout de même un fort caractère psychologique (Julien assis dans une fière posture avec l'état-major de commandement est plus hautain et décisif, tandis que Laurent, dans un pose réfléchie, est plus mélancolique et méditatif). Une tradition populaire raconte que quand quelqu'un a critiqué le peu de ressemblance du portrait avec les vrais traits de Julien, Michel-Ange, conscient que son œuvre se transmettrait au fil du temps, a répondu qu'en dix siècles personne ne l'aurait remarqué. John Pope-Hennessy (1996) s'est attelé toutefois à une comparaison avec des portraits d'époque des deux ducs, d'où il a conclu que les figures présenteraient quand même une certaine ressemblance avec leur modèle respectif.
Julien personnifie la vie active, l'un des deux chemins qui mènent à Dieu. Son sceptre fait allusion au pouvoir royal, caractéristique des personnes nées sous le signe de Jupiter. Les pièces de monnaie sont un symbole de magnanimité et indiquent à quel point l'homme actif aime se « dépenser » en action. Laurent, connu sous le surnom de « pensif », représente l'attitude contemplative. Le visage dans l'ombre rappelle le faciès noir de Saturne, protecteur de la mélancolie. L'index sur la bouche trace le motif saturnien du silence. Le bras allongé est un topos iconographique de l'humeur mélancolique. Le cercueil fermé reposant sur un pied est une allusion à l'économie, une qualité typique des tempéraments saturniens.
Les deux statues regardent vers le mur de la chapelle où Michel-Ange, manquant de place pour un retable, a aménagé le mur en face de l'autel pour y placer la Vierge à l'Enfant dite La Madone Médicis (Michel-Ange). La madone se penche un peu en avant comme pour protéger l'Enfant qui se tourne vers elle, enfouit sa tête contre la sienne et cache son visage avec son bras, comme s'il tentait d'échapper au spectacle de la mort et à l'aspect transitoire des choses terrestres.
Tournant leur regard vers la représentation sacrée, les ducs expriment les penchants religieux de l'artiste, selon lesquels, lorsque les gloires terrestres passent, seules la spiritualité et la religion sont capables de soulager les angoisses des hommes. A côté de la Madone se trouvent les deux saints patrons de la famille Médicis, les saints Côme et Damien : à droite Cosme, exécuté par Giovanni Angelo Montorsoli (1537) et à gauche Damien, par Raffaello da Montelupo (1531). Les saints patrons, âgés et vigoureux comme les philosophes classiques, ont le visage soucieux de ceux qui ont un mauvais pressentiment. Avec la Madone, ils forment un retable sur toute la longueur de la chapelle, et un point focal. A la messe commémorative de la famille, la congrégation est constituée par les défunts qui se tournent vers la Madone médiatrice, tandis que les saints patrons plaident leur cause.
La Vierge à l'Enfant devait être surmontée d'une fresque représentant La Résurrection, celle du Christ et aussi celles des Médicis dans la vie éternelle.
Toutes les statues ont les yeux vides, sans pupille ni iris, aveugles symbolisant le sommeil et l'oubli, l'impuissance face à la destinée.
L'imagerie de la chapelle, silencieuse et cloîtrée, illustre, dans un mélange de pensée chrétienne et platonicienne, la Maison des Morts où l'âme, libérée des peines du monde et revenue à son état de pure immortalité, s'apercevant de l'incertitude de la vie et du destin de l'homme et contemplant l'éternel et le divin, attend la résurrection.

### Tombe de Laurent le Magnifique et de son frère Julien
Les trois statues ont ensuite été placées par Vasari sur un simple coffre en marbre dans lequel sont enterrés Laurent le Magnifique et son frère Julien pour qui Michel-Ange n'a jamais eu le temps de construire une sépulture monumentale. La tombe de Laurent le Magnifique et de son frère Julien de Médicis, distinctes des tombeaux de Laurent, duc d'Urbin et de Julien de Médicis, duc de Nemours, est constitué d'un caisson de pierre, un simple sarcophage de pierre placé en regard de l'autel. Laurent le Magnifique et Julien de Médicis sont les pères des commanditaires, les papes Léon X et Clément VII.

### Tombeau de Julien de Médicis, duc de Nemours
Au-dessus des figures allongées du Jour et de La Nuit, dans la niche correspondante du mur Est, trône la figure assise du duc Julien vêtu d'une armure antiquisante. L'identification de la statue résulte d'une note de Michel-Ange figurant sur une étude à la sanguine pour les bases de pilastres de la chapelle Médicis qui cite explicitement le duc Julien dans le contexte des allégories du Jour et de la Nuit. 
Dans sa main gauche, Julien tient quelques pièces, et dans sa main droite, un bâton de commandement que la majeure partie de la recherche considère comme une allusion à sa nomination comme « capitano et gonfalonere di Santa Chiesa », c'est-à-dire comme commandant en chef des troupes pontificales en 1515. Trexler et Lewis (1981, 2000) supposent cependant qu'il s'agirait plutôt du bâton de commandement d'un capitano florentin. Selon eux, il faudrait dès lors identifier cette figure assise non pas comme Julien, mais comme Lorenzo de Médicis qui était commandant des troupes florentines. Derniers en date, James Beck (1993) et Joachim  Poeschke (2005) ont émis des arguments convaincants contre cette identification du bâton de commandement et contre la requalification subséquente des deux Capitani. 
Les pièces dans la main gauche de Julien doivent être interprétées comme un symbole de liberalitas (Hibbard, 1974) ou de la magnanimitas (Erwin Panofsky, 1997), comme obole des âmes défuntes, ou encore comme référence à la citoyenneté d'honneur romaine, dans la mesure où cet honneur , qui fut confié à Julien et à Laurent en 1513, aurait été assorti de pièces d'or correspondantes : la même interprétation vaudrait alors pour la cassette de Laurent (John Pope-Hennessy, 1996). 
Le bâton de commandement et les pièces dans les mains de Julien peuvent renvoyer vaguement aux vertus du prince (force, magnanimité), mais la représentation de Michel-Ange renonce très largement à l'éloge habituel du souverain. 
Sous la statue figurée de Julien assis en empereur romain, le bâton de la Sainte-Église sur les genoux (puissance et capacité à agir), se tiennent, alanguies deux allégories, celles du Jour et la Nuit, posées sur le sarcophage. Elles devaient être complétées dans les niches latérales de nus. 
Le Jour, en vieillard fatigué, a son  visage à demi discernable, à moitié dégagé de la pierre. 
La Nuit, les yeux clos, est accompagnée de ses figures emblématiques : un croissant de lune et  une étoile en bandeau, un silex (qui donne le feu), un hibou, un masque tragique (de satyre ?), une guirlande de pavots sous le pied gauche.

### Tombeau de Laurent, duc d'Urbin
Sous la statue figurée de Laurent assis et pensif, le coude reposant sur une chauve-souris, deux allégories, celles du Crépuscule, à gauche, et de l'Aurore, à droite, sont posées sur le sarcophage, contre le mur ouest. Comme pour l'autre tombeau, les allégories sont massives et leur musculature lourde indique que leurs modèles ont été masculins. 
L'Aurore porte le voile, symbole de deuil, et en travers de la poitrine, le bandeau des esclaves et les membres du Crépuscule sont imprécis, car inachevés.
La niche au-dessus d'elles est occupée par la figure assise, largement achevée, de Laurent, vêtu d'une armure antiquisante et coiffé d'un casque à l'aspect léonin. Sa tête légèrement appuyée sur le bras gauche est interprétée communément comme un signe de mélancolie et a valu à cette figure le surnom de « il pensiero » qu'on retrouve chez Vasari. Le coude gauche de Laurent repose sur un coffre rectangulaire (peut-être une cassette) décoré d'une tête d'animal. La cassette a été interprétée comme une allusion à l'avarice (Erwin Panofsky, 1997), comme la vertu de la parsimonia, l'économie (notamment Andreas Prater, 1979) ou comme une référence à la citoyenneté d'honneur conférée en 1513 par Rome à Laurent et Julien (John Pope-Hennessy, 1996).
Les assistants de Michel-Ange, Niccolo Tribolo et Raffaello da Montelupo, ont installé les statues sur les tombeaux.   

## Culte
Les deux chandeliers de l'autel ont été réalisés d'après les projets de Michel-Ange, celui de gauche étant attribué à Silvio Cosini et celui de droite étant une recréation du XVIIIe siècle. Ils présentent notamment un pélican et un phénix, symboles de la mort sacrificielle de Christ et de la Résurrection. Le décor des chandeliers rappelle l'inscription dédicatoire de la chapelle, à savoir la Résurrection de Jésus, mais aussi le fait que la chapelle Médicis n'est pas seulement une construction funéraire, mais aussi un lieu de culte. Dans une bulle pontificale du 14 novembre 1532, Clément VII a institué pour la chapelle la lecture de la laus perennis, un chant de louange perpétuel. Ponctuée par trois messes quotidiennes, la totalité des psaumes y était lue jour et nuit pour le salut de l'âme des Médicis qui y avaient leur sépulture. Les allégories des moments du jour sont le reflet de ce culte de l'« adoration éternelle ».

## Sources
- (it) Cet article est partiellement ou en totalité issu de l’article de Wikipédia en italien intitulé « Sagrestia Nuova » (voir la liste des auteurs).